# Losoncz Márk
Losoncz Márk (Újvidék, 1987. augusztus 27.–) vajdasági magyar filozófus. Édesapja Losoncz Alpár filozófus, édesanyja Faragó Kornélia irodalmár.

## Élete és munkássága
Filozófiai tanulmányokat folytatott az Újvidéki Egyetem Bölcsészettudományi Karán és a párizsi École des hautes études en sciences sociales-ban (EHESS). Kutató a Belgrádi Egyetem Filozófiai és Társadalomelméleti Intézetében (IFDT). Tagja volt az újvidéki Gerusija csoportnak, alapító tagja a budapesti Filozófiai Kollégiumnak, két évig a Filozófiai és Társadalomelméleti Intézet újvidéki regionális központjának koordinátora volt. Fő kutatási területei a jelenkori metafizika és elmefilozófia, az idő problémája a bergsoni és husserli filozófiában, emellett politikafilozófiával és eszmetörténettel is foglalkozik. A munkái szerbhorvát, magyar, francia, angol, német és szlovén nyelven jelentek meg. 2024-ben megkapta az előző év legjobb filozófiai könyvéért ("Összefüggő viszonyok, teremtő kapcsolatok") járó Nívódíjat a Magyar Filozófiai Társaságtól.
"Amikor a messiási kor eljöttét jelző sófár megszólal, a változásnak szemmel láthatónak kell lennie. A jeruzsálemi rabbinak, amint a sófárt meghallva kitekint ablakából a piactérre, meg kell győződnie arról, hogy a világ megújult. Ha másként van, csalódottan tér vissza a munkájához. A szellemi észlelés és az érzéki észlelés közötti rangbeli különbségnek meg kell változnia. A kritikai gondolkodás bírálja a theoreint mint elvont látást, a napnyugati gondolkodásnak ezt az évezredes ideálját, és azt kívánja, hogy a világ láthatóan más legyen.”
„Elfogadni a szerény alrendszeri státuszt annyi, mint kibékülni az adott keretekkel. Megannyi kisebbség élhet így egymás mellett marginalizáltan, az elvont gépezetek – az állam, a piac és a bérmunka mechanizmusai – pedig sértetlenül működhetnek tovább. Mondjuk ki: a gettó a kormányzási mentalitás szerves része.”
(Vakító gépezetek)

## Főbb művei
- Vakító gépezetek. Forum Könyvkiadó, Újvidék, 2013.
- Engaging Foucault (ed. with I. Cvejić, A. Zaharijević). IFDT, Belgrade, 2015.
- Thinking Beyond Capitalism (ed. with I. Krtolica, A. Matković). IFDT, Belgrade, 2016.
- Ki vagy te, vajdasági magyar? Írások az identitásról és annak hiányáról (szerk.). Forum Könyvkiadó, Újvidék, 2017.
- Holokaust i filozofija (prir. sa P. Krstićem). IFDT, Beograd, 2018.
- Vreme, svest i kompleksnost. Temporalnost u Bergsonovoj i Huserlovoj filozofiji. Institut za filozofiju i društvenu teoriju / Izdavačka knjižarnica Zorana Stojanovića, Beograd / Novi Sad, 2018.
- Slepilo i kapital. Karpos, Beograd, 2018.
- A vajdasági magyarok politikai eszmetörténete és önszerveződése (1989-1999). (Társszerkesztő Rácz Krisztina). L'Harmattan Könyvkiadó Kft., Budapest, 2018.
- A valóság visszatérése. Spekulatív realizmusok és újrealizmusok a kortárs filozófiában. (Társszerzők: Horváth Márk, Lovász Ádám). Forum Könyvkiadó, Újvidék, 2019.
- A jugoszláviai magyarok eszme- és politikatörténete (1945-1989). (Társszerkesztő Rácz Krisztina). L'Harmattan Könyvkiadó Kft., Budapest, 2019.
- Elköteleződés és kritika. (Társszerkesztő: Jelena Vasiljević – Adriana Zaharijević). IFDT – Forum, Belgrád – Újvidék, 2020.
- Kortárs republikanizmus (Társszerkesztő: Tóth Szilárd János). Budapest, L’Harmattan, 2021.
- Pojmovnik angažmana (prir. sa Gazelom Pudar Draško i Igorom Cvejićem). IFDT, Beograd, 2022.
- Összefüggő viszonyok, teremtő kapcsolatok. Forum Könyvkiadó, Újvidék, 2022.
- Pojmovnik angažmana (prir. sa Gazelom Pudar Draško i Igorom Cvejićem). IFDT, Beograd, 2022.

1. ↑  Ma, Vajdaság: Regionális tudományos központ létesült Újvidéken :: Vajdaság Ma. Vajdaság MA - Délvidéki hírportál. (Hozzáférés: 2017. március 26.)